# Eisinghausen
Eisinghausen liegt am nördlichen Rand der Stadt Leer als Wohnplatz auf einem flachen Geestrücken an der Bahnlinie Leer–Emden, der B70 und der Ausfahrt Leer-Nord der A31 und gehört zum Stadtteil Nüttermoor der Stadt Leer.

## Geschichte
Die Siedlung bestand früher aus einzelnen Häusern und wurde 1439 als Eynrsnahusen erstmals urkundlich erfasst. Spätere Bezeichnungen waren  Ayssenhusen, Ayssinghausen (1735) und Eisinghusen (1823). Die heutige Schreibweise ist seit 1824 amtlich.
Seit 1852 war die Eisenbahnverbindung von Rheine nach Emden als Hannoversche Westbahn beschlossene Sache. Die Trasse führte von Leer kommend, durch Heisfelde an Eisinghausen entlang weiter nach Neermoor. Viele Männer aus den umliegenden Ortschaften fanden Arbeit bei den Erdarbeiten zur Trasse der neuen Eisenbahnlinie. Für den Bahndamm waren umfangreiche Erdarbeiten notwendig. Etliche Sieltiefe und Entwässerungsgräben mussten überbrückt oder umgeleitet werden. Die Teilstrecke Papenburg-Emden wurde 1854 eröffnet.
Von der ursprünglichen Siedlung ist nur noch ein alter renovierter Gulfhof übriggeblieben. Eisinghausen ist heute eine Wohnsiedlung und der Standort eines der beiden großen Einkaufszentren der Stadt Leer (Ostfriesland).